# Troglocubazomus inexpectatus
Espèce
Troglocubazomus inexpectatus est une espèce de schizomides de la famille des Hubbardiidae.

## Distribution
Cette espèce est endémique de la province de Granma à Cuba. Elle se rencontre dans la grotte Cueva Funeraria à Niquero.

## Description
Le mâle holotype mesure 5,79 mm.

## Publication originale
- Teruel & Rodriguez-Cabrera, 2019 : Two remarkable new species of Hubbardiidae Cook, 1899 (Arachnida: Schizomida) from eastern Cuba. Ecologica Montenegrina, vol. 20, p. 40-54 (texte intégral).